# Шпаркос західний
Шпа́ркос західний (Sturnella neglecta) — вид горобцеподібних птахів родини трупіалових (Icteridae). Мешкає в Північній Америці. Є офіційним символом штатів Монтана, Канзас, Небраска, Північна Дакота, Орегон і Вайомінг.

## Опис

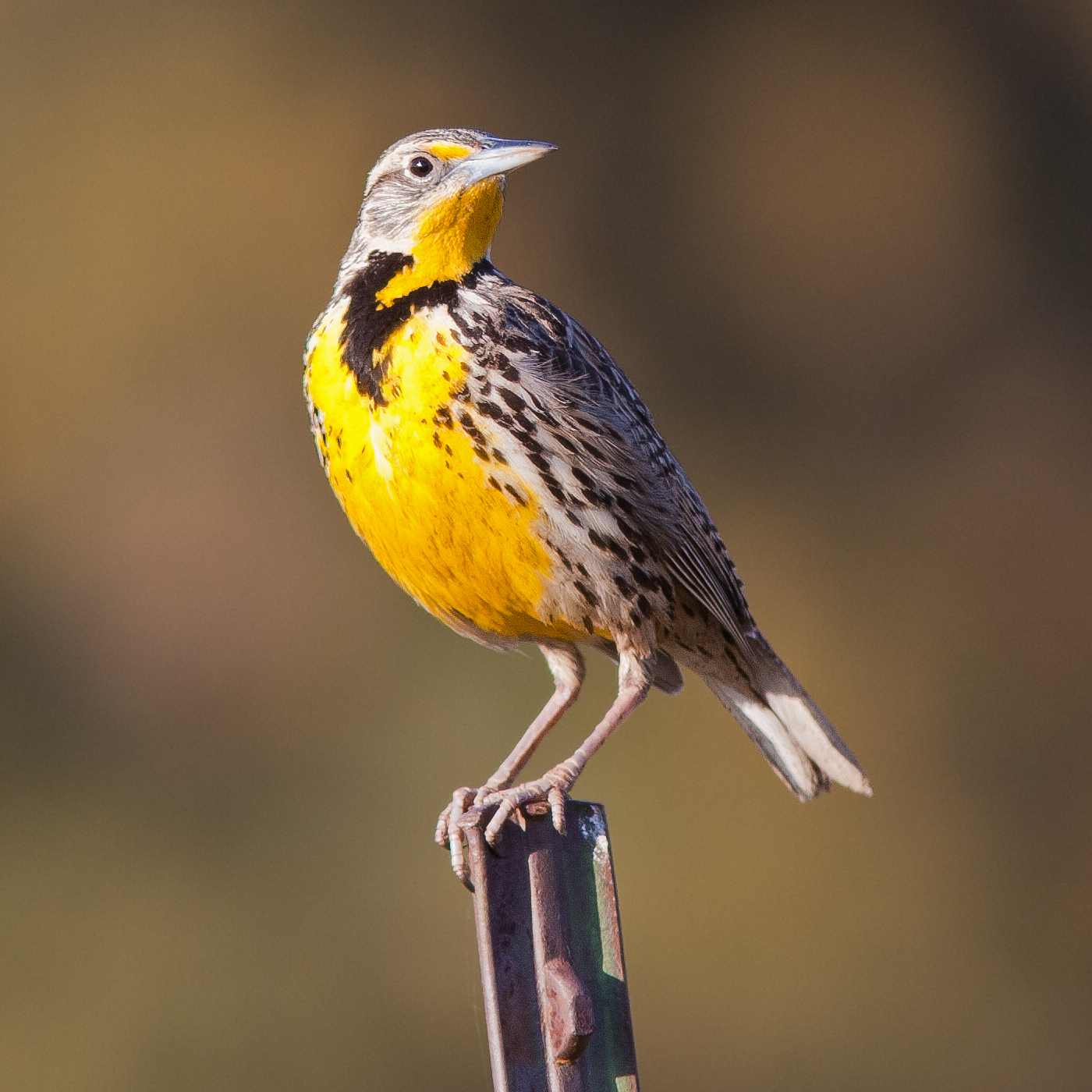
Західний шпаркос

Довжина птаха становить 16-26 см, розмах крил 41 см, вага 88-116 г. Самці є дещо більшими за самиць. Верхня частина тіла переважно коричнева, поцяткована чорними смужками. Нижня частина тіла жовта, на грудях чорний "комір", боки білі, поцятковані чорними смужками. Над очима світлі "брови", перед очима вони жовті, через очі ідуть темні смуги. Хвіст короткий, лапи довгі, дзьоб довгий, загострений. Спів — мелодійний щебет, що відрізняється від більш простих посвистів східного шпаркоса. Птахи співають, сівши на високо розташоване сідало.

## Підвиди
Виділяють два підвиди:
- S. n. neglecta Audubon, 1844 — південно-західна і центральна Канада, захід США;
- S. n. confluenta Rathbun, 1917 — тихоокеанське узбережжя Канади і США (від південно-західної Британської Колумбії до Орегону).

## Поширення і екологія
Західні шпаркоси мешкають на заході Північної Америки, в Канаді, США і північній Мексиці. Вони живуть на луках, в преріях і на покинутих полях, на висоті до 2800 м над рівнем моря. В регіонах, де ареал західних шпаркосів перетинається з ареалом східних шпаркосів, вони віддають перевагу більш сухим місцевостям, рідше порослим рослинністю. Зазвичай ці птахи не схрещуються і захищають території один від одного. На більшій частині ареалу західні шпаркоси є осілими птахами, деякі північні популяції взимку мігрують на південь. Ці птахи були також інтродуковані на гавайський острів Кауаї, де успішно прижилися. В червні 2002 році західний шпаркос був помічений на Чукотському півострові.

## Поведінка
Західні шпаркоси живляться переважно жуками, мурахами, кониками, цвіркунами та іншими комахами. Взимку і ранньою весною в їх раціоні велику роль відіграє зерно, восени насіння трав. Іноді вони живляться яйцями птахів або навіть падлом. Птахи шукають їжу на землі, в траві або в чагарниках.
Сезон розмноження в США триває переважно з квітня по серпень. Самці часто одночасно розмножуються з кількома самицями. Гніздо чашоподібне з куполоподібним "дашком", розміщується в густій траві. В кладці від 3 до 7 білих, поцяткованих коричнюватими плямками яєць розміром 28×21 мм. Інкубаційний період триває 13-15 днів, насиджують самиці. Самці приносять до гнізда комах, якими самиці годують пташенят. Пташенята покидають гніздо через 10-12 днів після вилуплення, починають літати вони на 21 день життя. Батьки продовжують піклуватися про них ще протягом 2 тижнів. За сезон може вилупитися два виводки. Західні шпаркоси іноді стають жертвами гніздового паразитизму буроголових вашерів.